# Cerro Puelche
Der Cerro Puelche ist ein Hügel auf der Livingston-Insel im Archipel der Südlichen Shetlandinseln. Er ragt südwestlich des Half Moon Beach und 180 m nordöstlich des Cerro Jaña auf der Ostseite des Kap Shirreff am nördlichen Ende der Johannes-Paul-II.-Halbinsel auf.
Chilenische Wissenschaftler benannten ihn nach dem Volk der Puelche in Chile.